# Pyrinia quadrataria
Pyrinia quadrataria là một loài bướm đêm trong họ Geometridae.